# Пфаффенхофен (Тироль)
Пфаффенхофен (нем. Pfaffenhofen) — коммуна в Австрии, в федеральной земле Тироль.
Входит в округ Инсбрук. Площадь коммуны составляет 7,00 км², население — 1185 человек (1 января 2021), плотность населения — 163 чел./км². Официальный код  —  70340.

## Население
Площадь коммуны составляет 7,00 км², население — 1185 человек (1 января 2021), плотность населения — 163 чел./км²

## Политическая ситуация
Бургомистр коммуны — Хайнц Ладурнер.